# Империя страсти
«Империя страсти» (яп. 愛の亡霊 Ай но бо:рэй) — фильм режиссёра Нагисы Осимы по рассказу Итоко Накамуры «Дело об убийстве Гисабуро».

## Сюжет
В одном японском селении молодой мужчина по имени Тоёдзи закрутил роман с женщиной Сэки, которая намного старше его. Из ревности к мужу, рикше Гисабуро, он подговаривает её на убийство. Той же ночью, после того, как муж, выпив много спиртного, засыпает, заговорщики душат его и выбрасывают тело в колодец. Чтобы избежать каких-либо подозрений, Сэки рассказывает всем, что Гисабуро уехал на работу в Токио. Три года влюблённые тайно встречаются, однако в селении начинают ходить слухи об исчезновении её мужа. Однажды к ней является призрак погибшего. Власти начинают расследование.

## В ролях
- Тацуя Фудзи — Тоёдзи
- Кадзуко Ёсиюки — Сэки
- Такахиро Тамура — Гисабуро
- Такудзё Каватани — инспектор Хотта
- Акико Кояма — мать землевладельца
- Тайдзи Тонояма — Тоитиро
- Сумиэ Сасаки — Одамэ
- Масами Хасэгава — Осин

## Награды
- 1978 — Приз Международного Каннского кинофестиваля за лучшую режиссуру[1].
- 1979 — премия Японской киноакадемии за лучшую музыку (Тору Такэмицу), а также 7 номинаций: лучший фильм, режиссёр (Нагиса Осима), актриса (Кадзуко Ёсиюки), операторская работа (Ёсио Миядзима), звук (Тэцуо Ясуда), освещение (Кэнити Окамото).
- 1979 — премия «Майнити» за лучшую музыку (Тору Такэмицу).